# Абрамич, Миховил
Миховил А́брамич (хорв. Mihovil Abramić; 12 мая 1884, Пула — 8 мая 1962, Сплит) — хорватский археолог. Постоянный член Югославской академии наук (1947—1962).

## Биография
После получения начального образования в своём родном городе, Абрамич отправился изучать археологию и древнюю историю в Вену, где получил степень доктора исторических наук. Закончив обучение, он получил стипендию от австрийского правительства на учебные поездки по Греции, Италии, Северной Африке и Малой Азии. В 1910 году он устроился на работу в Австрийский археологический институт, а в 1913 стал директором археологического музея Аквилеи. После Первой мировой войны он переехал в Сплит, где в 1926 году стал заместителем директора археологического музея. В 1931 году он стал членом-корреспондентом, а через 16 лет и постоянным членом Югославской академии наук. Также он был постоянным членом Германского археологического института.

## Научная деятельность
Помимо древней археологии и эпиграфики Абрамич исследовал проблемы греческой колонизации Адриатики, иллирийскую материальную культуру в римские времена, Римскую провинциальную культуру и вклад византийской культуры в раннесредневековые памятники в Далмации. В частности, он изучал объекты, связанные с культом Митры, во время раскопок в Птуе.